# Суторо-стилолітовий шов
Суторо-стилолітовий шов (рос. суторо-стиллолитовый шов, англ. stillolite suture; нім. Stillolitsutur f) – дрібногорбиста поверхня розчинення або віджимання порових вод в товщі карбонатних порід. 
Сутури (сутори) — дрібногорбисті поверхні, що спостерігаються в товщах карбонатних порід; на поперечних розколах мають вигляд дрібнозубчастих ліній або швів.